# Lumír Sakmar
Lumír Sakmar (14. prosince 1926 – 12. prosince 1993) byl český a československý horník-úderník v Ostravsko-karvinských dolech, politik Komunistické strany Československa a poslanec Sněmovny lidu Federálního shromáždění za normalizace.

## Biografie
K roku 1976 se profesně uvádí jako horník. Působil jako předák brigády socialistické práce v n. p. Důl Ostrava, závod Zárubek. Zastával i stranické posty. XV. sjezd KSČ ho zvolil za člena Ústřední kontrolní a revizní komise KSČ. XVI. sjezd KSČ ho ve funkci potvrdil. V roce 1973 získal Řád práce, v roce 1976 titul Hrdina socialistické práce. Představoval prototyp úderníka, tedy dělníka, který soustavně překonává plán. Byl českou obdobou sovětského úderníka Stachanova. Sakmar se stal předlohou vedoucího horníků Sadila v normalizační divadelní komedii Komu zahrát sólo Vojtěcha Trapla.
Dlouhodobě zasedal v nejvyšším zákonodárném sboru. Po volbách roku 1971 zasedl do Sněmovny lidu (volební obvod č. 131 - Ostrava-západ, Severomoravský kraj). Křeslo nabyl až dodatečně v prosinci 1974 po doplňovacích volbách. Mandát obhájil ve volbách roku 1976 (obvod Ostrava-Poruba), volbách roku 1981 (obvod Ostrava-Poruba) a volbách roku 1986 (obvod Ostrava IV). Ve FS setrval do ledna 1990, kdy rezignoval na svůj post v rámci procesu kooptace do Federálního shromáždění po sametové revoluci. Od roku 1981 byl předsedou branného a bezpečnostního výboru SL FS.